# ترمس ضيق الأزهار
الترمس الضيق الأزهار (باللاتينية: Lupinus angustiflorus) نوع نباتي يتبع جنس الترمس من الفصيلة البقولية المعروفة بقدرتها على تثبيت النيتروجين الجوي من خلال بكتيريا المستجذرة.
موطنه ولاية كاليفورنيا.